# Mérion à gorge bleue
Malurus pulcherrimus
Espèce
Statut de conservation UICN

 LC  : Préoccupation mineure
Le Mérion à gorge bleue (Malurus pulcherrimus) est une espèce de passereaux de la famille des Maluridae. 
Il est endémique au sud et sud-ouest de l'Australie.
Il habite les zones boisées de climat méditerranéen.